# Synfuniia
Synfuniia è un album del cantautore italiano Davide Van De Sfroos, pubblicato il 4 dicembre 2015 e contenente 14 brani già editi dall'artista ma riarrangiati in veste sinfonica da Vito Lo Re, con il contributo della Bulgarian National Radio Symphony Orchestra.

## Tracce
1. Il duello – 4:30
2. El calderon de la stria – 4:54
3. Grand Hotel – 6:05
4. Akuuadulza – 4:06
5. Mad Max – 5:00
6. La figlia del tenente – 5:09
7. Goga e Magoga – 5:29
8. Il reduce – 4:53
9. Yanez – 4:25
10. Brèva e Tivàn – 3:18
11. La balera – 5:08
12. Il dono del vento – 3:41
13. De Sfroos – 3:28
14. Ninna nanna del contrabbandiere – 3:25